# Wybory prezydenckie w Chorwacji w latach 2014–2015
Wybory prezydenckie w Chorwacji odbyły się 28 grudnia 2014 i 11 stycznia 2015.

## Pierwsza tura
Pierwsza tura odbyła się 28 grudnia 2014. Wzięło w niej udział czworo kandydatów. Głosowało 1.787.722 osób (frekwencja 47,14%).
| Kandydat                 | Liczba głosów | Proc. głosów |
| ------------------------ | ------------- | ------------ |
| Ivo Josipović            | 687.558       | 38,46%       |
| Kolinda Grabar-Kitarović | 665.309       | 37,22%       |
| Ivan Vilibor Sinčić      | 293.562       | 16,42%       |
| Milan Kujundžić          | 112.581       | 6,30%        |
| Głosów nieważnych        | 27.787        | 1,56%        |
| Razem                    | 1.787.722     |              |

## Druga tura
Druga tura odbyła się 11 stycznia 2015. Przeszła do niej dwójka kandydatów: urzędujący prezydent Ivo Josipović oraz kandydatka opozycji Kolinda Grabar-Kitarović.
| Kandydat                 | Liczba głosów | Proc. głosów |
| ------------------------ | ------------- | ------------ |
| Ivo Josipović            | 1,082,436     | 49.26%       |
| Kolinda Grabar-Kitarović | 1,114,945     | 50.74%       |
| Głosów nieważnych        | 60728         | 2,69%        |
| Razem                    | 2,197,295     | 100%         |